# Campeonato Estoniano de Patinação Artística no Gelo de 2016
O Campeonato Estoniano de Patinação Artística no Gelo de 2016 foi a nonagésima edição do Campeonato Estoniano de Patinação Artística no Gelo, um evento anual de patinação artística no gelo onde os patinadores artísticos competem pelo título de campeão estoniano nos níveis sênior e júnior. A competição foi disputada entre os dias 11 de dezembro e 13 de dezembro de 2015, na cidade de Tallinn, Harjumaa.

## Eventos
- Individual masculino
- Individual feminino
- Dança no gelo

## Medalhistas
| Evento                        | Ouro                            | Prata                         | Bronze                    |
| Sênior                        |                                 |                               |                           |
| Individual masculino detalhes | Daniil Zurav                    | Aleksandr Selevko             | Jegor Zelenjak            |
| Individual feminino detalhes  | Helery Hälvin                   | Elizaveta Leonova             | Kristina Shkuleta-Gromova |
| Dança no gelo detalhes        | Marina Elias Denis Koreline     | nenhum outro competidor       | nenhum outro competidor   |
| Júnior                        |                                 |                               |                           |
| Dança no gelo                 | Viktoria Semenjuk Artur Gruzdev | Katerina Bunina German Frolov | nenhum outro competidor   |

## Resultados

### Sênior

#### Individual masculino
| Pos.              | Nome              | Pontos | PC        | PL         |
| ----------------- | ----------------- | ------ | --------- | ---------- |
| Medalha de ouro   | Daniil Zurav      | 158.16 | 55.61 (1) | 102.55 (1) |
| Medalha de prata  | Aleksandr Selevko | 146.65 | 52.35 (2) | 94.30 (3)  |
| Medalha de bronze | Jegor Zelenjak    | 143.24 | 42.65 (3) | 100.59 (2) |

#### Individual feminino
| Pos.              | Nome                      | Pontos | PC        | PL        |
| ----------------- | ------------------------- | ------ | --------- | --------- |
| Medalha de ouro   | Helery Hälvin             | 137.94 | 51.54 (1) | 86.40 (1) |
| Medalha de prata  | Elizaveta Leonova         | 130.61 | 45.55 (3) | 85.06 (2) |
| Medalha de bronze | Kristina Shkuleta-Gromova | 126.01 | 47.15 (2) | 78.86 (4) |
| 4                 | Johanna Allik             | 120.56 | 41.46 (4) | 79.10 (3) |
| 5                 | Diana Reinsalu            | 115.06 | 39.79 (6) | 75.27 (5) |
| 6                 | Sinikka Paukku            | 102.14 | 33.39 (7) | 68.75 (6) |
| 7                 | Alicia Tsingisser         | 90.63  | 32.14 (9) | 58.49 (7) |
| 8                 | Sindra Kriisa             | 88.49  | 32.75 (8) | 55.74 (8) |
| WD                | Gerli Liinamäe            | —      | 40.43 (5) | — (WD)    |

#### Dança no gelo
| Pos.            | Nome                          | Pontos | PC        | PL        |
| --------------- | ----------------------------- | ------ | --------- | --------- |
| Medalha de ouro | Marina Elias / Denis Koreline | 109.31 | 42.04 (1) | 67.27 (1) |